# Major Anna
Major Anna, eredeti nevén Majer Anna (Halimba, 1932. július 25. – 2021. június 18.) dramaturg, rádiós szerkesztő.

## Élete
Családja Majer néven élt Halimbán. Major Anna azonban egy idő után a Major vezetéknevet vette fel.
Édesapja dolgozott földművesként, erdőmunkásként, bányában, postai kézbesítőként. Télen amatőr színjátszócsoportban játszott. Major Anna ebben követte édesapját.
Közgazdasági gimnáziumban érettségizett, orvosegyetemre készült, de az ide való bejutása az iskolai végzettség alapján csak körülményesen lett volna megoldható. A Lenin Intézetbe irányították, ami nem vonzotta. A népi kollegistaként megismert Ancsel Éva segített neki bejutni a Színház- és Filmművészeti Főiskolára, ahol Bozó László tanítványa volt. Szirmai István és Koppányi György vezette be a rádiódramaturgia elméletébe és gyakorlatába. Az 1957-es végzés után a főiskola jelölte ki munkahelyéül a Magyar Rádiót.
Már az első időkben hangjátékokat rendelt a kor legelismertebb magyar íróitól, de ők nem mindig vették figyelembe magyarázatait a műfaj sajátosságairól, így kevés sikerrel járt. Szívügye volt a színházi közvetítés. Itt a közreműködő bemondóknak segített a színpadon történteket összefoglaló kommentárok megfogalmazásában.
1959-ben már tapasztalatokkal rendelkező dramaturgként került be a Liska Dénes által Lengyelországból „importált” műfaj magyar változatát, (a kezdetben Egyszerű emberek munkacímen futó) Szabó családot készítő csoportba. Ez nem csupán íróasztal melletti munkát jelentett, hanem a kéziratokat is neki kellett hetente összeszednie az íróktól, az állandóan vagy időlegesen vidéken élőktől is. A sorozat 2007-es megszüntetéséig számtalanszor változott az egyes részeket írók köre, becslése szerint összesen 1000 színész szerepelt – ő volt az, aki a mind a 2500 rész elkészítésében, változatlan pozícióban vett részt.
A sorozat mellett más rádiójátékoknak is dramaturgja volt.
Az 1976-ban megjelent Párbeszéd egy boldog asszonnyal. Hangjátékok, novellák, beszélgetések című könyv egyik szerzője volt.

## Díjai, elismerései
- 1985 – SZOT-díj (megosztva a Szabó család stábjának többi tagjával)[9]
- 2012. november 16. – Budapestért díj[10]